# Danh sách đơn vị hành chính An Huy

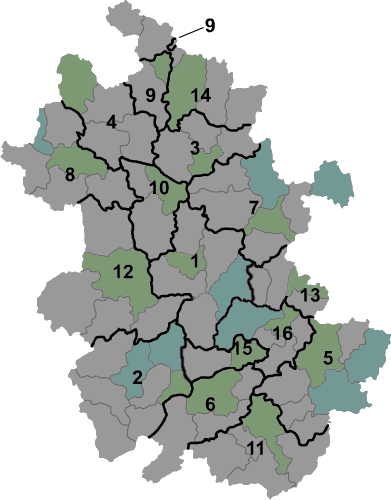
Bản đồ hành chính tỉnh An Huy

Tỉnh An Huy, Trung Quốc được chia ra thành các đơn vị hành chính sau:
- 16 đơn vị cấp địa khu
  - tất cả đều là địa cấp thị
- 105 đơn vị cấp huyện
  - 6 huyện cấp thị
  - 55 huyện
  - 44 khu (quận)
- 1507 đơn vị cấp hương
  - 898 trấn/ thị trấn
  - 377 hương/ xã
  - 7 hương dân tộc
  - 225 nhai đạo

Tất cả các đơn vị hành chính này được giải thích chi tiết trong bài phân cấp hành chính Trung Quốc. Danh sách sau chỉ liệt kê các đơn vị hành chính cấp địa khu và cấp huyện của An Huy.
| Thành phố (địa cấp thị) | Quận | Huyện, thành phố cấp huyện (huyện cấp thị) |
| ----------------------- | --- | --- |
| • Hợp Phì (合肥市)      | Lư Dương (庐阳区) Dao Hải (瑶海区) Thục Sơn (蜀山区) Bao Hà (包河区)                                      | Sào Hồ (巢湖市) Trường Phong (长丰县) Phì Đông (肥东县) Phì Tây (肥西县) Lư Giang (庐江县)                                                            |
| • Vu Hồ (芜湖市)        | Kính Hồ (镜湖区) Dặc Giang (弋江区) Cưu Giang (鸠江区) Tam Sơn (三山区)                                   | Vu Hồ (芜湖县) Nam Lăng (南陵县) Phồn Xương (繁昌县) Vô Vi (无为县)                                                                                   |
| • Bạng Phụ (蚌埠市)     | Bạng Sơn (蚌山区) Long Tử Hồ (龙子湖区) Vũ Hội (禹会区) Hoài Thượng(淮上区)                               | Hoài Viễn (怀远县) Cổ Trấn (固镇县) Ngũ Hà (五河县)                                                                                                   |
| • Hoài Nam (淮南市)     | Điền Gia Am (田家庵区) Đại Thông (大通区) Tạ Gia Tập (谢家集区) Bát Công Sơn (八公山区) Phan Tập (潘集区) | Phượng Đài (凤台县) Thọ (寿县) |
| • Mã An Sơn (马鞍山市)  | Vũ Sơn (雨山区) Hoa Sơn (花山区) Bác Vọng (博望区)                                                        | Đang Đồ (当涂县) Hàm San (含山县) Hòa (和县) |
| • Hoài Bắc (淮北市)     | Tương Sơn (相山区) Đỗ Tập (杜集区) Liệt Sơn (烈山区)                                                      | Tuy Khê (濉溪县) |
| • Đồng Lăng (铜陵市)    | Đồng Quan (铜官区) Nghĩa An (义安区) Giao (郊区)                                                          | Tung Dương (枞阳县) |
| • An Khánh (安庆市)     | Nghênh Giang (迎江区) Đại Quan (大观区) Nghi Tú (宜秀区)                                                  | thành phố cấp huyện Đồng Thành (桐城市) Túc Tùng (宿松县) Thái Hồ (太湖县) Hoài Ninh (怀宁县) Nhạc Tây (岳西县) Vọng Giang (望江县) Tiềm Sơn (潜山县) |
| • Hoàng Sơn (黄山市)    | Đồn Khê (屯溪区) Hoàng Sơn (黄山区) Huy Châu (徽州区)                                                     | Hưu Ninh (休宁县) Hấp (huyện) (歙县) Kỳ Môn (祁门县) Y (huyện) (黟县)                                                                                 |
| • Trừ Châu (滁州市)     | Lang Gia (琅琊区) Nam Tiếu (南谯区)                                                                       | Thiên Trường (天长市) Minh Quang (明光市) Toàn Tiêu (全椒县) Lai An (来安县) Định Viễn (定远县) Phượng Dương (凤阳县)                                 |
| • Phụ Dương (阜阳市)    | Dĩnh Châu (颍州区) Dĩnh Đông (颍东区) Dĩnh Tuyền (颍泉区)                                                 | Giới Thủ (界首市) Lâm Tuyền (临泉县) Dĩnh Thượng (颍上县) Phụ Nam (阜南县) Thái Hòa (太和县)                                                          |
| • Túc Châu (宿州市)     | Dũng Kiều (埇桥区)                                                                                        | Tiêu (huyện) (萧县) Tứ (huyện) (泗县) Nãng San (砀山县) Linh Bích (灵璧县)                                                                            |
| • Lục An (六安市)       | Kim An (金安区) Dục An (裕安区) Diệp Tập (叶集区)                                                         | Hoắc Sơn (霍山县) Hoắc Khâu (霍邱县) Thư Thành (舒城县) Kim Trại (金寨县)                                                                             |
| • Bạc Châu (亳州市)     | Tiếu Thành (谯城区)                                                                                       | Lợi Tân (利辛县) Qua Dương (涡阳县) Mông Thành (蒙城县)                                                                                               |
| • Trì Châu (池州市)     | Quý Trì (贵池区)                                                                                          | Đông Chí (东至县) Thạch Đài (石台县) Thanh Dương (青阳县)                                                                                             |
| • Tuyên Thành (宣城市)  | Tuyên Châu (宣州区)                                                                                       | Ninh Quốc (宁国市) Quảng Đức (广德县) Lang Khê (郎溪县) Kính (huyện) (泾县) Tinh Đức (旌德县) Tích Khê (绩溪县)                                       |